# 엔니오 모리코네
엔니오 모리코네(이탈리아어: Ennio Morricone, Cavaliere di Gran Croce OMRI, 1928년 11월 10일 ~ 2020년 7월 6일)는 이탈리아의 작곡가, 지휘자, 트럼펫 연주자이다. 여러 공연 음악과 500 편이 넘는 영화 음악을 작곡한 그는 역대 가장 왕성하고 위대한 영화 음악의 거장으로 여겨지고 있다. 세르조 레오네 감독의 《황야의 무법자》, 《석양의 무법자》 등의 "스파게티 웨스턴", 《미션》, 《시네마 천국》 등의 음악이 잘 알려져 있다.그의 영화음악 작품 중 《석양의 무법자》(1966년)는 역사상 가장 잘 알려지고 영향력 있는 사운드트랙 중 하나로 손꼽히고 있으며 그래미 명예의 전당에 헌정된 바 있다.
1940년대 모리코네는 재즈 밴드에서 트럼펫을 연주하다가 RCA 빅터의 스튜디오 편곡자가 되었고 1955년에 영화와 연극의 삽입곡들을 대필하는 일을 시작하게 된다. 한편 일생동안 그는 폴 앵카, 미나, 밀바, 주케로, 안드레아 보첼리와 같은 가수들을 위해 곡을 써주기도 했다. 1960년에서 1975년 사이에 모리코네는 서부영화 음악으로 천만장 이상의 판매고를 올리며 국제적인 명성을 얻게 되었고 그 중에서 《원스 어폰 어 타임 인 아메리카》는 세계적으로 가장 많이 팔린 사운드트랙 음반 중 하나로 자리매김을 했다. 1966년에서 1980년 동안 그는 실험적 작곡가들의 모임인 일 그루포의 주요 멤버였고 1969년에는 일류급 녹음 스튜디오인 포럼 뮤직 빌리지를 공동으로 창업했다. 1970년대에 모리코네는 헐리웃에서 전성기를 누리며 다작으로 유명한 미국 감독들인 돈 시겔, 마이크 니콜라스, 브라이언 드 팔마, 베리 레빈슨, 올리버 스톤, 워런 비티, 존 카펜터, 쿠엔틴 타란티노 등의 영화음악을 작업했다. 1978년에는 FIFA 월드컵 공식 주제가를 작곡했고 계속해서 유럽 영화들 음악을 작곡하며 《마르코 폴로》, 《라 피보리아》, 《노스트로모》, 《페이트리스》, 《캐롤》, 《달링 버즈 오브 메이》 등에 참여하였다. 엔니오 모리코네의 음악은 《심슨 가족》, 《소프라노스》 등 다수의 TV 시리즈와 《바스터즈 : 거친 녀석들》, 《장고:분노의 추적자》 같은 영화에도 차용되었다.  또한 세르지오 코부치 감독의 서부영화 일곱편, 두치오 테사리 감독의 링고 2부작, 세르지오 솔리마 감독의 《빅 건다운》, 《페이스 투 페이스》 같은 음악들도 담당했다. 모리코네는 서부영화 외에도 여러 장르의 감독들과 작업했는데 그 중에는 베르나르도 베르톨루치, 마우로 볼로그니니, 지울리아노 몬탈도, 롤랑 조페, 로만 폴란스키, 앙리 베르뇌유, 루시오 풀치, 움베르토 렌지, 피에르 파올로 파졸리니 등이 있다. 영화 《미션》(1986년) 사운드트랙을 통해 엔니오 모리코네는 미국에서만 골드 앨범을 달성하며 큰 성공을 거두었다. 또한 《요요마가 연주하는 엔니오 모리꼬네 영화음악》 앨범은 빌보드 톱 클래식 앨범 차트에서 105주간이나 머무는 기록을 세우기도 했다.
모리코네의 유명한 작품들로는 <The Ecstasy of Gold>, <Se Telefonando>, <Man with a Harmonica>, <Here's to You>, <Chi Mai>, <Gabriel's Oboe>, <E Più Ti Penso> 등이 있으며 1971년에는 전세계적으로 2천2백만장의 판매고를 달성하며 이탈리아의 영화상 "타르가 드오로"상을 수상했고 2016년에 이르러서는 7천만장 이상이 세계적으로 판매되었다. 2007년에는 아카데미에서 "영화음악에 기여한 위대하고 다면적인 기여"를 기리며 명예상을 수상했다. 또한 6개의 오스카상에 후보로 올랐고 마침내 2016년 쿠엔틴 타란티노 감독의 영화 《헤이트풀8》으로 유일한 아카데미상을 수상함으로 최고령 수상자의 기록을 세우기도 했다. 그 외에도 세 개의 그래미, 세 개의 골든글로브, 여섯 개의 BAFTA, 열 개의 데이빗 디 도나텔로, 열 한 개의 나스트로 드아르젠토, 두 개의 유로피언 필름 어워드, 골든 라이언 명예상, 폴라 뮤직 프라이즈 등을 수상했다. 모리코네는 영화음악 뿐 아니라 여러 스타일과 장르의 음악인들에게 영향을 끼쳤고 그 중에는 한스 짐머, 댄저 마우스, 다이어 스트레이츠, 뮤즈, 메탈리카, 라디오 헤드 등이 있다.

## 생애
엔니오 모리코네는 1928년, 로마에서 출생하였다. 9살 때에 그의 아버지인 로베르토 모리코네(Roberto Morricone)의 재촉으로 산타 체칠리아 국립음악원에 들어가 고프레도 페트라시로부터 트럼펫과 작곡, 합창곡과 그 지휘를 배웠는데, 12세 또는 14세에 정식으로 음악 학교에 들어갔다. 이 시기는 제2차 세계 대전으로 비무장 도시가 맹폭격되는 힘든 시기였다(그는 배가 고팠던 기억이 가장 생생하다고 언급하였다). 여러 해를 공부하여 그의 음악에서 드러나는 비범한 수준의 기술을 갖추게 되었다(전쟁시의 경험이 그의 영화 음악에 영향을 주었다).
1956년에 그는 마리아 트라비아(Maria Travia)와 결혼하여 삼 형제와 딸을 낳았다(출생 순서대로: 마르코, 알레산드라, 안드레아, 조반니). 마리아 트라비아는 엔니오 모리코네의 작곡을 상호보완하는 많은 시('미션'의 라틴 문장 포함)를 지었다. 또한 그의 둘째 아들 안드레아 모리코네도 아버지를 따라 영화 음악 작곡가가 되었다.
그는 1961년부터 영화 음악을 작곡하기 시작하였다.
모리코네는 2020년 자택에서 넘어져 대퇴골 골절 부상을 입은 뒤, 로마의 병원에서 치료받던 중 7월 6일 사망하였다.

## 대표작 및 수상
- 파시스트 (The Fascist, 1961년)
- 황야의 무법자 (A Fistful of Dollars, 1964년)
- 석양의 건맨 (For a Few Dollars More, 1965년)
- 석양의 무법자(Il Buono, il brutto, il cattivo, 1966년)
- 옛날 옛적 서부에서 (Once Upon a Time in the West, 1968년)
- 시실리안(Le clan des Siciliens, 1969년)
- 무숙자(My name is nobody, 1973년)
- 1900년(Novecento, 1976년)
- 올카 (Orca, 1977년)
- 엑소시스트 2 (Exorcist Ⅱ: The Heretic, 1977년)
- 천국의 나날들 (Days of Heaven, 1977년) - 아카데미상 후보
- 새장 속의 광대(La Cage aux Folles, 1978년)
- 괴물 (The Thing, 1982년)
- 원스 어폰 어 타임 인 아메리카 (Once Upon a Time in America, 1984년)
- 미션 (The Mission, 1986년) - 아카데미상 후보, 골든 글로브 수상
- 언터처블 (The Untouchables, 1987년) - 아카데미상 후보, 그래미 수상
- 시네마 천국(Nuovo cinema Paradiso, 1988년)
- 햄릿 (Hamlet, 1990년)
- 벅시 (Bugsy, 1991년) - 아카데미상 후보
- 시티 오브 조이 (City of Joy, 1992년)
- 사선에서 (In the Line of Fire, 1993년)
- 폭로 (Disclosure, 1994년)
- 러브 어페어 (Love Affair, 1994년)
- 롤리타 (Lolita, 1997년)
- 미션 투 마스 (Mission to Mars, 2000년)
- 말레나(Malèna, 2000년) - 아카데미상 후보
- 헤이트풀8 (The Hateful Eight, 2015년) - 아카데미 음악상 수상
- 엔니오: 더 마에스트로 (The Glance of Music, 2021년) - 출연

외 다수

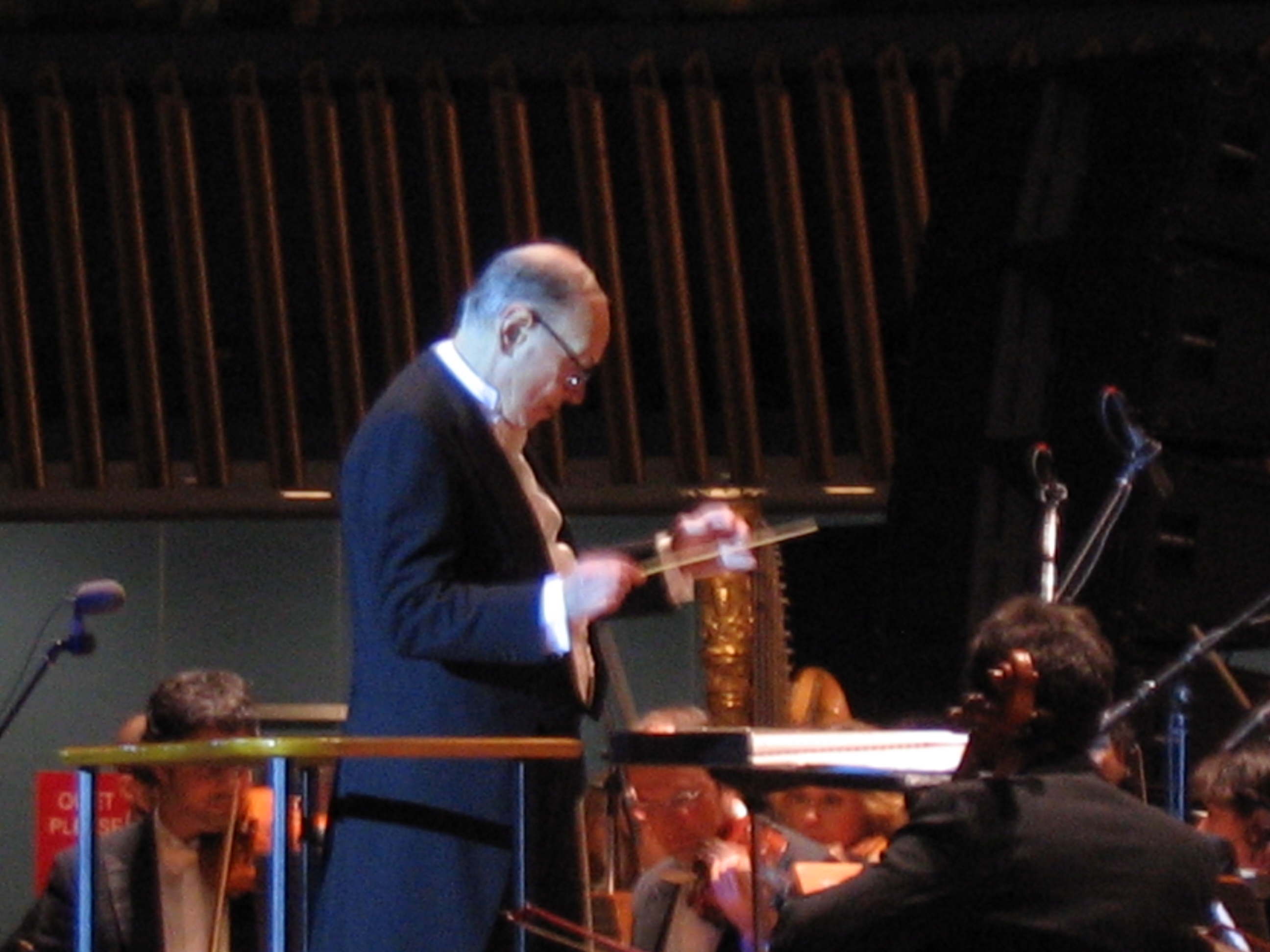
유엔 본부에서의 공연 모습 (2007년)

- 지금까지 여섯 번 아카데미 음악상 부문에 노미네이트되었지만 수상에는 다섯 번까지 실패했다. 대신 2007년에 아카데미 공로상을 받았다. 이후 2016년 제88회 아카데미 음악상을 수상, 그동안의 한을 푸는 데 성공했다.
- 2010년 폴라음악상을 받았다.[15]

## 작품
- 가브리엘 오보에 (관현악곡) 마지막에 합창이 나온다.

## 내한공연
2007년 10월에 서울에서 내한공연을 개최하였다.

## 가족 관계
- 그의 아들은 안드레아 모리꼬네(Andrea Morricone) 음악 감독가 맡았다.

## 서훈
- 1995년 이탈리아 공화국 공로장 3등급(Commendatore OMRI)[16]
- 2005년 이탈리아 공화국 공로장 2등급(Grande Ufficiale OMRI)[17]
- 2017년 이탈리아 공화국 공로장 1등급(Cavaliere di Gran Croce OMRI)[18]